# Monica Carpanese
Monica Carpanese (Monselice, 9 giugno 1973) è un'attrice e sceneggiatrice italiana.

## Biografia
Monica Carpanese a volte accreditata con lo pseudonimo Monica Seller o Carol Farres è una attrice professionista dal 1993.
Nata a Monselice, in provincia di Padova ha iniziato a soli 19 anni la sua carriera cinematografica come attrice, completandola solo dopo i 40 anni con l'attività di sceneggiatrice.
Il suo esordio cinematografico avviene nei film diretti da Bruno Mattei e Joe D'Amato con ruoli da protagonista.
Dal 2020 ha scritto le sceneggiature dei film Cani di strada, Do Ut Des e Colpevole - La mia morte è la tua.

## Filmografia

### Attrice

#### Cinema
- Attrazione pericolosa, regia di Bruno Mattei (1993)
- Il labirinto dei sensi, regia di Joe D'Amato (1994)
- Gli occhi dentro, regia di Bruno Mattei (1994)
- Legittima vendetta, regia di Bruno Mattei (1995)
- Asfalto rosso, regia di Ettore Pasculli (2011)
- Sticla, regia di Mario Russo – cortometraggio (2015)
- Bomba libera tutti, regia di Mattia Catarcioni e Alessandro Gelli (2015)
- Manuel, regia di Dario Albertini (2017)
- Cani di strada, regia di Gianni Leacche (2020)
- Antropophagus 2, regia di Dario Germani (2021)
- La cura, regia di Eleonora Grilli (2022)
- Colpevole - La mia morte è la tua, regia di Gianni Leacche (2022)
- Karate Man, regia di Claudio Fragasso (2022)

#### Televisione
- Don Matteo – serie TV, episodio 11x20 (2018)
- Un posto al sole – serie TV, episodi 6058-6059 (2022)

### Sceneggiatrice
- Cani di strada, regia di Gianni Leacche, tratto dal libro di Elio Forcella (2020)
- Do Ut Des, regia di Monica Carpanese e Dario Germani (2021)
- Colpevole - La mia morte è la tua, regia di Gianni Leacche, tratto dal libro di Gabriella Grieco (2022)
- Annunziata, regia di Monica Carpanese – cortometraggio docu-fiction, tratto dal libro di Fabio Graffiedi (2022)

### Regista
- Do Ut Des, regia di Monica Carpanese e Dario Germani (2021)
- Annunziata, regia di Monica Carpanese – cortometraggio docu-fiction, tratto dal libro di Fabio Graffiedi (2022)